# Liste der Naturdenkmale in Höhn
Die Liste der Naturdenkmale in Höhn nennt die im Gemeindegebiet von Höhn ausgewiesenen Naturdenkmale (Stand 13. Juni 2024).

## Naturdenkmale
| Nr.         | Bezeichnung         | Lage                                                        | Beschreibung                                                                | Bild                          |
| ----------- | ------------------- | ----------------------------------------------------------- | --------------------------------------------------------------------------- | ----------------------------- |
| ND-7143-497 | Neuhochsteiner Berg | Neuhochstein, nördlich des Ortes; Abteilung Hohenstein Lage | auch Hochstein oder Hohenstein; Basaltformation; flächenhaftes Naturdenkmal | mehr Fotos \| Fotos hochladen |